# Nagy-Küküllő

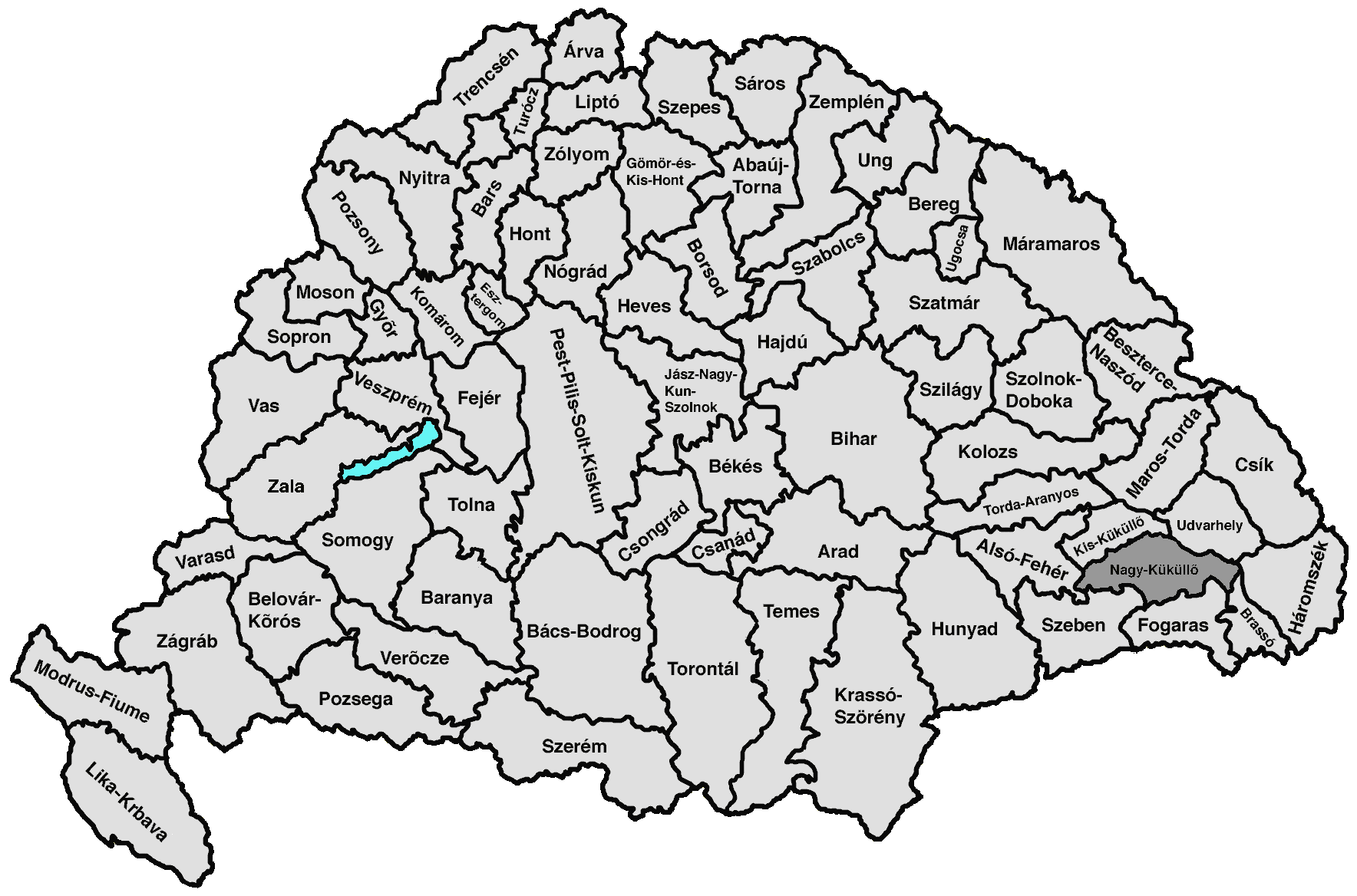
Het Comitaat gelegen in Hongarije

Nagy-Küküllő (Duits: Komitat Groß-Kokelburg; Roemeens: Comitatul Târnava-Mare) was een comitaat in het koninkrijk Hongarije. De hoofdstad was Meggyes, het huidige Medias in Roemenië.

## Geschiedenis
Het gebied waar het comitaat lag was eeuwenlang autonoom gebied van de Transsylvaanse Saksen. In 1876 werden de autonome gebieden opgenomen in het nieuwe stelsel van comitaten. Het comitaat had een in meerderheid Saksische bevolking met grote groepen Roemenen en Hongaren. In 1918 werd het onderdeel van Roemenië en bestond het comitaat verder als het Târnava-Mare (District). Tegenwoordig is het district verdeeld onder de districten Sibiu en Brasov.

## Bevolking
In 1910 was de bevolkingssamenstelling van de 148.826 inwoners als volgt:
- 62 224 (41,81%) Duits
- 60 381 (40,57%) Roemeens
- 18 474 (12,43%) Hongaars

## Indeling
De regio bestond uit 5 onderdistricten en twee steden zonder district: Meggyes en Segesvár (het huidige Sighisoara).
- Nagysink (Cincu)
- Meggyes
- Segesvár
- Kőhalom (Rupea)
- Szentágota (Agnita)